# وستبورو (میزوری)
وستبورو (به انگلیسی: Westboro) یک شهر در ایالات متحده آمریکا است که در شهرستان اچیسون، میزوری واقع شده‌است. وستبورو ۰٫۶۵ کیلومتر مربع مساحت و ۱۴۱ نفر جمعیت دارد و ۲۹۸ متر بالاتر از سطح دریا واقع شده‌است.